# Бельов
Бельо́в, також Бєльо́в (рос. Белёв; написання до 1918 року: Бѣлевъ) — місто (з 1437) в Росії, адміністративний центр Бельовського району Тульської області.

## Географія
Місто розташоване на лівому березі Оки, за 120 км від Тули.

## Історія
Вперше місто згадується, як і Москва, в літописі за 1147 рік. У XIV столітті місто потрапило під владу Великого князівства Литовського. З кінця XIV — початку XV століть до 1558 року був центром удільного Бельовського князівства. За деякими даними, князівство випускало власні монети.
У 1437 році біля Бельова відбулася битва між татарським військом під командуванням хана Улу-Мухаммеда і литовським військом, у якій литовці зазнали нищівної поразки. Оскільки ті роки Бельов належав Великому князівству Литовському, Улу-Мухаммед, захопивши Бельов, намагався продемонструвати лояльність московському великому князю і пропонував союз. Але князь не міг піти на конфлікт з Литвою і був змушений відкинути пропозицію хана. Напади і грабежі кримських татар в Бельові відбулися також в 1512 і 1544 роках. У 1536 році напад було успішно відбито неподалік від міста під селом Темрянь воєводою Семеном Льовшиним — предком Василя Льовшина.
З другої половини XVI століття фортеця Бельов входила в Засічну межу на південних околицях Росії. Іван Грозний особисто приїжджав оглядати рубежі і побував у Бельовській фортеці і Спасо-Преображенському монастирі (зведеному удільними князями за часів литовського панування). Бельов увійшов також до числа так званих «опричних» міст. Пізніше Бельовська фортеця входила до Української лінії, штаб-квартира Українського Корпусу.
У Бєльові вже в XVII столітті був проведений водопровід з дерев'яними трубами.
У 1777 році Бельов став повітовим містом Бельовського повіту Тульського намісництва (з 1796 року — Тульської губернії).
У 1888 році великий промисловець і купець Амвросій Прохоров відкрив у Бельові виробництво листкової бельовської («прохоровської») пастили.

### Археологія
За Бельовим названо бельовську археологічну культуру новокам'яної доби у горішньому Пооччі.

### Зв'язки з Україною
З 1558 по 1561 рік удільним власником міста Бєльов був майбутній гетьман України Дмитро Вишневецький (Байда).

## Населення
Населення міста, станом на 2018 рік, — 13 180 осіб.
| 1856    | 1897    | 1913     | 1926     | 1931     | 1939     | 1959     | 1967     | 1970     | 1979     | 1989     | 2000     | 2005     | 2010     | 2016     | 2017     | 2018     |
| ------- | ------- | -------- | -------- | -------- | -------- | -------- | -------- | -------- | -------- | -------- | -------- | -------- | -------- | -------- | -------- | -------- |
| ▬ 7 700 | ▲ 9 600 | ▲ 11 700 | ▲ 12 800 | ▲ 13 900 | ▲ 17 602 | ▼ 17 153 | ▼ 17 000 | ▲ 17 733 | ▲ 17 971 | ▲ 18 345 | ▼ 17 200 | ▼ 15 300 | ▼ 13 918 | ▲ 13 461 | ▼ 13 362 | ▼ 13 180 |

## Пероналії
- Романов Олексій Володимирович (1908—1998) — радянський державний діяч, журналіст.